# آني برولكس
آني برولكس (بالإنجليزية: Annie Proulx)‏ (22 أغسطس 1935، نورويتش في الولايات المتحدة)؛ مؤلفة، صحفية، كاتبة سيناريو وروائية أمريكية. درست في جامعة فيرمونت.

## الجوائز
- زمالة غوغنهايم
- جائزة بوليتزر عن فئة الأعمال الخيالية

## روابط خارجية
- آني برولكس على موقع IMDb (الإنجليزية)
- آني برولكس على موقع الموسوعة البريطانية (الإنجليزية)
- آني برولكس على موقع مونزينجر (الألمانية)
- آني برولكس على موقع ميوزك برينز (الإنجليزية)
- آني برولكس على موقع أول موفي (الإنجليزية)
- آني برولكس على موقع قاعدة بيانات الأفلام السويدية (السويدية)
- آني برولكس على موقع إن إن دي بي (الإنجليزية)
- آني برولكس على موقع ديسكوغز (الإنجليزية)
- آني برولكس على موقع قاعدة بيانات الفيلم (الإنجليزية)